# Narok
För andra betydelser, se Narok (olika betydelser).

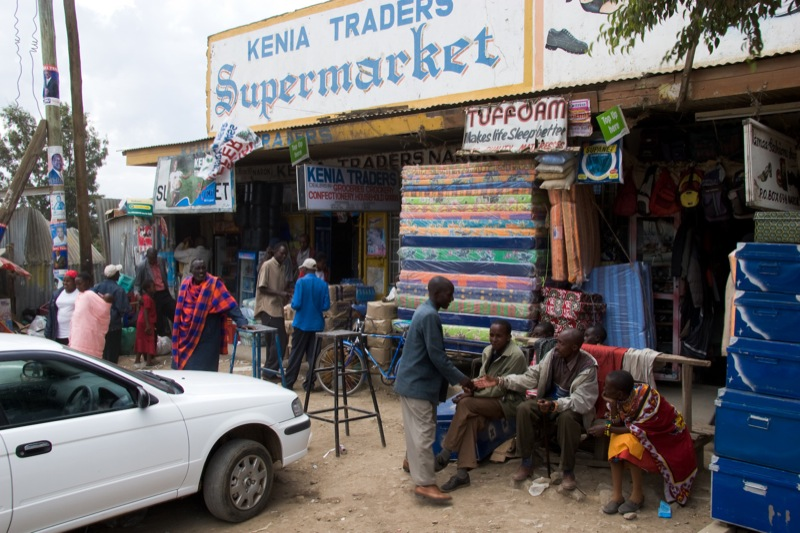
Butik i Narok.

Narok är huvudort i distriktet Narok i provinsen Rift Valley i Kenya. År 1999 hade staden ca 40 000 invånare. 